# Nuit de bossu
Pour les articles homonymes, voir Bossu (homonymie).
Pour plus de détails, voir Fiche technique et Distribution.
Nuit de bossu (de son titre original: Shab-e Quzi ou Shab-e Ghouzi, en persan: شب قوزی) est un film iranien réalisé par Farrokh Ghaffari en 1965.

## Synopsis
Adapté d'une histoire des Mille et une nuits et défini dans une troupe de théâtre populaire, le film suit la mort d'un acteur dans un accident grotesque et les gags brillamment élaborés et les malentendus qui abondent dans les tentatives ultérieures de disposer de son corps. La fin est inévitable: la police arrête les criminels.

## Fiche technique
- Titre original : Shab-e Quzi
- Titre français : Nuit de bossu
- Réalisation : Farrokh Ghaffari
- Pays :  Iran
- Genre : Comédie dramatique
- Durée : 91 minutes
- Sortie : 1965

## Distribution
- Farrokh Ghaffari : Manouch
- Mohammad Ali Keshavarz : Jamal
- Khosrow Sahami : Bossu
- Pari Saberi
- Farhang Amiri
- Paria Hakemi
- Zackaria Hashemi
- Reza Houshmand
- Ali Miri
- Behruz Sayyadi
- Salman Venus